# Rudolf Macek (Künstler)
Rudolf Macek (* 9. April 1931; † 30. April 2003) war ein tschechisch-australischer bildender Künstler.

## Werdegang
Mitglied der Royal Art Society, NSW, Australien. Studierte an der Akademie der bildenden Künste Prag unter den Professoren Victor Vorlicek und Vaclav Pokorny. Arbeitete anfänglich in der Restauration von Plastiken, Wandgemälden und Ölbildern, konzentrierte sich zunehmend auf die eigene Schaffung von Gemälden, Graphiken und Plastiken, weitgehend nach Einzelaufträgen und im Stile des Post-Impressionismus und figurativen Expressionismus. 1968 unternahm er eine Studienreise nach Australien, wo er dann blieb und 1971 australischer Staatsbürger wurde. 1974 erfolgte eine Studienreise gefolgt von einer Übersiedlung nach Österreich, wo weitere 29 Jahre mit privaten Auftragsarbeiten tätig war.

## Internationale Auszeichnungen und Ausstellungen
- 1970: The Herald Sun Competition zur Zweihundertjahrfeier Australiens; zusammen mit 10 weiteren Künstlern aus 4500 Einreichungen mit „highly commended“ hervorgehoben.
- 1970: „Bicentenary Arts Prize“; erster Preis für seine Plastik „Three Crosses“ und wurde ausstellendes Mitglied der Sydney University.
- 1970: Golden Jubelee Art Exhibition, Bewertung „highly commended“.
- 1974: Ausstellung Annual Arts Exhibition Sydney Rotary International, Bewertung erster Preis für das Werk „Railway Parade“ zur Geschichte Australiens.
- 1977: Zeitgenössische Kunst der niederösterreichischen Kunstvereine zusammen mit Alfred Hrdlicka, Ernst Kienzl, Theo Braun, Matthias Hietz und Herbert Potuzink.
- 1979: Tunesische Impressionen im Casino Baden

## Studienreisen
- 1971: Studienreise nach Papua-Neuguinea. 1972 Ausstellung zur Studienreise, eröffnet durch Justice Sir Kerr, Gouverneur von Australien.
- 1971: Studienreise in das australische Outback unter Aborigines.
- 1973–1974: größere Aufträge: 1. „Sydney Opera“ Hauses zur Anfertigung eines Porträts von Antonín Dvořák und eine Sgraffito-Arbeit mit dem Titel „Progress“; 2. Reliefholzschnitt mit dem Titel „Pastorale“ für die Direktion der „Australia and New Zealand Banking Group Ltd.“
- 1974–1975: umfangreicher Auftrag für das Barockschloss Schöngräbern in Unterwaltersdorf; über 200 m2 Sgraffito zu den Themen Musik und Ballet. Die Arbeit erstreckte sich über ein volles Jahr.
- 1977: Studienreise nach Tunesien als Gast der Österreichisch-Tunesischen Gesellschaft